# Parafia Najświętszego Serca Pana Jezusa w Wierzchucinie
Parafia Najświętszego Serca Pana Jezusa w Wierzchucinie – parafia rzymskokatolicka, znajdująca się w diecezji pelplińskiej, w dekanacie Gniewino.